# Министерство информационных и телекоммуникационных технологий Ирана
Министерство информационных и телекоммуникационных технологий Исламской Республики Иран (перс. وزارت ارتباطات و فناوری اطلاعات جمهوری اسلامی ایران‎) — государственный орган исполнительной власти Исламской Республики Иран, осуществляющий функции по выработке и реализации государственной политики и нормативно-правовому регулированию в сфере информационно-коммуникационных технологий, электросвязи и почтовой связи, массовых коммуникаций, в том числе электронных (включая развитие сети Интернет) и новых технологий в этих областях.

## История
Министерство информационных и телекоммуникационных технологий Ирана ведёт свою историю от Главного управления телеграфов, созданного 11 марта 1877 года указом Насер ад-Дин Шаха Каджара в составе Министерства науки.
В 1880 году было создано Главное почтовое управление Ирана.
В 1908 году Главное управление телеграфов и Главное почтовое управление объединились в Министерство почт и телеграфов Ирана.
В 1929 году Телефонная компания Ирана было приобретено почтово-телеграфным ведомством, в результате возникло Министерство почт, телеграфов и телефонной связи Ирана, которое в 2003 году было преобразовано в Министерство информационных и телекоммуникационных технологий.
Однако, первая почтовая служба действительно широкого использования была создана ещё в Древнем Иране, посредством которой в VI веке до н. э. было установлено сообщение между столицей Империи Ахеменидов), Сузами, и провинциями, не исключая самых отдалённых. Для осуществления почтовой связи применялись конные курьеры (ангары).
Ксенофонт в своём произведении Киропедия приписывает устройство (ок. 540 до н. э.) станций для верховых гонцов — ангарио́н или ангарейо́н (др.-греч. ἀγγαρήϊον, ἀγγαρεϊον) Киру. Дальнейшее усовершенствование ангарион получил при Дарии I.
Геродот упоминает про Царскую дорогу из Сард в Сузы длиною в 450 парасангов (2500 км) и разделённой на 111 станций, которая была главным маршрутом ангариона, пролегавшим от Эгейского побережья Малой Азии, через Армению и Ассирию к центру Двуречья на Сузы. Такая же дорога в 80 парасангов поддерживала сообщение между Сузами и Вавилоном. От основного маршрута имелось два других ответвления: к Тиру и Сидону и к границам Бактрии и Индии.
Станции располагались друг от друга на расстоянии в 20 км, которое дополнительно разбивалось на парасанги (5 км). В конце парасангов находились пикеты курьеров-всадников. Доставка почты была основана на принципе эстафеты, что обеспечивало перемещение писем со скоростью около 300 км в день.
Кроме того, Кир впервые создал регулярную почтовую связь, аналогичную современной военно-полевой почте.
Организацию, сходную с ангарионом, сохранили, по словам Диодора, и Александр Великий и его преемники, в особенности Антигон. Впоследствии она послужила образцом при введении Августом государственной почты (cursus publicus) в Римской империи; ей же воспользовался и Карл Великий. Таким образом, первичную организацию почтового дела нужно искать в Персии.
98. Тем временем Ксеркс отправил в Персию гонца с вестью о поражении. Нет на свете ничего быстрее этих гонцов: так умно у персов устроена почтовая служба! Рассказывают, что на протяжении всего пути у них расставлены лошади и люди, так что на каждый день пути приходится особая лошадь и человек. Ни снег, ни ливень, ни зной, ни даже ночная пора не могут помешать каждому всаднику проскакать во весь опор назначенный отрезок пути. Первый гонец передает известие второму, а тот третьему. И так весть переходит из рук в руки, пока не достигнет цели, подобно факелам на празднике у эллинов в честь Гефеста. Эту конную почту персы называют «ангарейон».

## Руководство
Министерство  информационных и телекоммуникационных технологий возглавляет министр  информационных и телекоммуникационных технологий, назначаемый на должность Меджлисом по представлению Президента Ирана.
С 15 августа 2013 года министерство возглавляет Махмуд Ваези.

## Компетенция министерства
В сферу компетенции МИТТ входят функции по выработке и реализации государственной политики и нормативно-правовому регулированию в таких сферах, как:
- информационно-коммуникационные технологии,
- электросвязь и почтовая связь,
- массовые коммуникации, в том числе электронные (включая развитие сети Интернет)
- новые технологии в этих областях

## Структура министерства
В настоящее время структура Министерства состоит из 4 департаментов и 12 отделов:
1. Департамент стратегического планирования и контроля в сфере ИТ
  - Отдел бюджетного планирования и финансов
  - Отдел инвестиционных программ и экспертизы
  - Отдел организации статистики
  - Отдел экономического прогноза и анализа
2. Департамент технологий и международного сотрудничества
  - Отдел международных организаций и стратегических исследований
  - Отдел технологий и управления проектами
3. Департамент по правовым и парламентским делам
  - Отдел правовой поддержки проектов в сфере информационного общества
  - Отдел по связям с правительственными учреждениями и парламентом
4. Департамент по разработке систем управления и логистике
  - Административный отдел
  - Координационный отдел
  - Отдел административных реформ
  - Финансовый отдел

## Подведомственные учреждения
1. Агентство информационных технологий Ирана
2. Агентство по регулированию коммуникаций
3. Иранское космическое агентство
4. Иранский институт космоса
5. Иранская телекоммуникационная компания проводной связи
6. Иранская телекоммуникационная компания мобильной связи
7. Компания инфраструктурных коммуникаций
8. Научно-исследовательский институт виртуального пространства
9. Почта Ирана
10. Почта Банк Ирана
11. Институт информационных наук и телекоммуникационных технологий[8]